# JUMP NO.1
JUMP NO.1 é o primeiro álbum do grupo Hey! Say! JUMP, lançado dia 7 de julho de 2010 pela gravadora J-Storm.
JUMP NO.1 foi lançada em versão limitada e versão regular. Na versão limitada há 40 páginas com fotos, enquanto na versão regular há 28. O álbum tem 17 músicas, incluindo os 5 singles anteriores.
Este álbum contou com a participação de todos os integrantes, sendo que Hikaru Yaotome compôs e escreveu "Ai☆Scream" (アイ☆スクリーム), Kota Yabu, Yuuri Chinen, Ryosuke Yamada, Yuto Nakajima, e Yuya Takaki escreveram letras para as novas músicas, Daiki Arioka ajudou no arranjo da mmúsica "Time", Kei Inoo, Ryutaro Morimoto e Keito Okamoto participaram com instrumentos musicais. A letra da música "Thank you: Bokutachi kara kimi e" (Thank You ～僕たちから君へ～,  "Obrigado: De nós para vocês") foi escrita pelo Hey! Say! JUMP.

## Faixas
1. DREAMER 
 Letra：Kota Yabu Composição：BOUNCEBACK Arranjo：Tetsuya Takahashi / Yasumasa Sato
2. INFINITY 
 Letra：Hikaru Yaotome Composição：Tomoyuki Uchida Arranjo：CHOKKAKU Piano: Kei Inoo
3. Hitomi no Screen (瞳のスクリーン) (5º single)
 Letra：Chokkyu Murano Composição：Koji Makaino Arranjo：Masaya Suzuki
4. Shinku (真紅) 
Letra：Ryosuke Yamada Composição：Fredrik Hult Arranjo：h-wonder
5. Ganbare Let's Go! (ガンバレッツゴー！)（Hey! Say! 7） 
 Letra：Shoko Fujibayashi / MAKOTO　Composição・Arranjo：h-wonder
6. Jounetsu JUMP (情熱JUMP) 
 Letra：ma-saya Composição：BOUNCEBACK
7. Smile Song (すまいるそんぐ) 
 Letra：Yuuri Chinen Composição：Shusui / Hirofumi Sasaki Arranjo：Tomoki Ishizuka Pandeiro：Ryutaro Morimoto
8. Memories 
 Letra：ma-saya Composição：Yu Kato Arranjo：Yasumasa Sato / Masao Tange
9. Dreams come true (2º single) 
 Letra: Yoji Kubota Composição:Koji Makaino Arranjo:CHOKKAKU
10. Time 
Letra：Yuya Takaki Composição：Shoichiro Hirata Arranjo：Daiki Arioka / Eddy
11. Score（Hey! Say! BEST）
Letra：Kota Yabu Rap:Hikaru Yaotome Composição：Joey Carbone / STEVEN LEE Arranjo：Wataru Maeguchi / Masao Tange
12. Your Seed/Bouken Rider (Your Seed/冒険ライダー) (3º single)
 Letra：ma-saya Composição: h-wonder Arranjo：ha-j
13. Ai☆Scream (アイ☆スクリーム) 
Letra・Composição：Hikaru Yaotome Arranjo：Takeshi Isozaki / Taku Yoshioka Guitarra：Keito Okamoto
14. 真夜中のシャドーボーイ (Mayonaka no Shadow Boy) (4º single) 
 Letra：ma-saya Composição：Yoji Kubota Arranjo：Yoji Kubota / Tomoki Ishizuka
15. Dash!! 
Letra：Yuto Nakajima Composição：Kazuhiro Hara Arranjo：Yoshimasa Kawabata / Akio Shimizu
16. Ultra Music Power (1º single) 
 Letra：MSS Composição：Yoji Kubota Arranjo：CHOKKAKU
17. Thank You~Bokutachi kara kimi e (Thank You 〜僕たちから君へ〜) 
Letra：Hey! Say! JUMP Composição：STEVEN LEE Arranjo：Tomoki Funayama Coordenador：Joey Carbone